# Protirevolucionarni tabor
Protirevolucionarni tabor (tudi meščanski tabor, protikomunistični tabor) med drugo svetovno vojno na Slovenskem so sestavljale razne politične stranke, organizacije in institucije, ki so nasprotovale Osvobodilni fronti (OF) in njenemu partizanskemu gibanju, ki ju je vodila Komunistična partija Slovenije. Protirevolucionarni tabor je zagovarjal povojno obnovitev Kraljevine Jugoslavije in navezavo na zahodne zaveznike. Protirevolucionarne organizacije so se izogibale upiranju okupatorskim režimom, z njimi so pogosto kolaborirale.
Prvo politično predstavništvo meščanskih strank je bil Narodni odbor za Slovenijo, ki je nastal takoj po napadu sil osi na jugoslavijo 6. aprila 1941. Maja 1942 je bila namesto njega oblikovana Slovenska zaveza.
Skupine protirevolucionarnega tabora so razpolagale z lastnimi paravojaškimi enotami (legijami). Pripadniki legij so se pod pokroviteljstvom okupatorjev združili v dve milici: najprej v Prostovoljno protikomunistično milico (MVAC), po uničenju le-te pa v Slovensko domobranstvo. Del protirevolucionarnega tabora so bili tudi četniki, ki so nastali iz poražene jugoslovanske vojske.
Ob koncu vojne leta 1945 so si pripadniki protirevolucionarnega prizadevali, da bi Slovenijo zasedli zahodni zavezniki. Vendar so slovensko ozemlje osvobodili partizani, OF pa je prevzela oblast. Nova komunistična oblast je obračunala s protirevolucionarnim taborom. Najhujšo obliko obračuna so predstavljali izvensodni poboji. Vsem strankam razen Komunistične partije je bil po vojni onemogočen politični nastop: z Nagodetovim procesom je bila onemogočena še zadnja potencialna politična opozicija. Po nedemokratičnih volitvah 11. novembra 1945, na katerih je Osvobodilna fronta prejela 85 % glasov, je Slovenija postala "ljudska" oz. kasneje socialistična republika v okviru enopartijske FLRJ, kasneje SFRJ.

## Predvojno stanje
Vodilna slovenska stranka predvojnega obdobja je bila Slovenska ljudska stranka (SLS), ki je uživala podporo Cerkve. Bivši duhovnik in vodja stranke, Anton Korošec, je zagovarjal politiko zbližanja z nacistično Nemčijo. Kot minister izobrazbe v vladi Maček-Cvetkovič je oktobra 1940 uvedel dva anti-semitska zakona: eden je omejil poslovanje Judov v živilski industriji, drugi pa je omejil delež judovskih študentov v srednjih in visokih šolah. Po Koroščevi smrti je vodstvo SLS prevzel duhovnik Franc Kulovec, prvi politik, ki je zagovarjal podpis Trojnega pakta med Jugoslavijo in nacistično Nemčijo ter fašistično Italijo.

## Program
Vse slovenske stranke razen komunistov so v novih razmerah, ko je bil odpravljen star oblastni aparat, praktično prenehale z delovanjem. Njihovi politiki, med katerimi jih je del emigriral, so začeli delovati v Londonu pod vodstvom Mihe Kreka, ki je vodil slovenski del jugoslovanske emigrantske vlade. Krek je s svojimi odločitvami vplival na politike, ki so ostali doma. V ta namen so v Londonu ustanovili slovenski narodnoosvobodilni odbor, ki je prek kurirjev vzpostavil zvezo z domom.
Pozneje je nastal dokaj močen emigrantski center tudi v Rimu, kjer je pretok informacij potekal prek Vatikana. Vodstva političnih strank doma in v tujini so v glavnem priznavala predstavnika Slovencev v svetu Miho Kreka.
Londonski odbor je 23. novembra 1941 kot odgovor na sklepe OF, s katerimi je razglasila, da so partizanske in ne četniške čete narodnoosvobodilna vojska ter da je OF po vojni želela oblast zase in ne za kralja, izdal londonske točke kot program obnove Jugoslavije meščanskih strank.
V londonskih točkah so zapisali, da se:
- zavzemajo za obnovitev in razširitev Jugoslavije s kraljem in obstoječo vlado na čelu
- Slovenija naj bi bila po vojni enakopraven in zaokrožen del Jugoslavije v gospodarskem, narodnostnem in prometnem pogledu
- Jugoslavija naj bi se po načelu soglasnosti preuredila v demokratično in federativno državo
- Točko, po kateri so edina jugoslovanska vojska četniki - zato naj bi se vanje vključile tudi vse slovenske osvobodilne organizacije - so v program vključili pozneje. Tiste, ki to niso bile pripravljene storiti, so opredelili kot izdajalske, za žrtve pa so menili, da so upravičene le, če nastanejo v akcijah, ki bi jih izvajali na zahtevo kralja in njegove vlade.

Londonski program je postal osrednji program nastajajočega protikomunističnega tabora. Zaradi stališč liberalcev se je v njem nekoliko bolj poudarjala Jugoslavija, manj pa slovenske zahteve.
Ker je VOS poleg domačih izdajalcev likvidiral tudi nekaj nasprotnikov komunizma, je pri ljudeh z drugačnim svetovnim nazorom takšno ravnanje vzbujalo strah in odpor. Ker so bili v OF vodilna sila komunisti, so šteli OF in partizane za komuniste, rdečkarje in boljševike.
V odgovor na teror VOS je konec decembra organizacija Straža, skrajna desnica v SLS, zagrozila, da bo v primeru nadaljevanja terorja javno razglasila imena štirinajstih voditeljev OF in tudi sama začela obračunavati s privrženci OF. Marca so stražarji že sodelovali z Italijani pri racijah v Ljubljani, da bi čim prej obračunali s komunistično OF.
Od februarja 1942 se za razmere na slovenskem že uporablja izraz bratomorna vojna.

### Slovenska zaveza
Verjetno maja 1942 je bila predvsem na zahtevo Mihailovićevih predstavnikov v Sloveniji ustanovljena Slovenska zaveza. Postala je glavni medstrankarski organ protirevolucionarnega tabora. Združevala je predstavnike katoliškega in liberalnega tabora ter socialistične stranke. Čeprav med njimi ni bilo složnosti, jih je zbližala skupna nevarnost komunizma.
V svojem narodnem programu si je želela obnoviti Kraljevino Jugoslavijo, ki naj bi bila federativno urejena, socialne in politične spremembe, njene meje pa naj bi se skladale z etničnimi, saj je zagovarjala združitev vseh Slovencev v eni državi.
Del slovenskih politikov z nekdanjim banom dr. Natlačenom je vodil dvojno politiko, Z željo, da bi ohranil slovensko avtonomijo, je začel sodelovati z okupatorjem, hkrati pa je tako skušal ohraniti oblast in svoj položaj v družbi.
Konec maja 1941 je SLS ustanovila ilegalno Slovensko legijo. Pridružili so se ji tudi nekateri liberalci. Legija, ki je bila maloštevilna, bi vojaško začela delovati šele, ko bi se zavezniki približali Sloveniji. Avgusta 1941 so Sokoli (tisti zunaj OF) ustanovili svoj vojni svet in Sokolsko legijo. S to ilegalno vojsko so si liberalci želeli obnoviti »veliko Jugoslavijo« kot kraljevino in državo socialne blaginje. Poleg omenjenih dveh je nastala še strankarsko neopredeljena Narodna legija.
Strpnost do OF je v posebni izjavi v novembru 1941 pokazala le Sokol(ov)ska legija. Takrat so Stražarji in Mladci iz tabora SLS že urili svoje člane, ki so pozneje postali jedro protikomunističnih enot.
Slovenska zaveza se je z Italijani začela pogajati o ustanovitvi lastnih oboroženih enot. Čeprav bi jih uporabljali le za boj proti komunizmu, v začetku Italijani iz prestižnih vzrokov v to niso privolili.
Zaradi vedno večjega revolucionarnega nasilja v Ljubljanski pokrajini je Slovenska zaveza od maja 1942 naprej spodbujala nastajanje oboroženih oddelkov. Tudi Italijani so zaradi uspešne spomladanske partizanske ofenzive dovolili njihovo ustanavljanje. V Ljubljanski pokrajini so v mestih nastale ilegalne oborožene skupine, na podeželju pa vaške straže, oboji so imeli nalogo voditi obrambo pred takim nasiljem. Nasilje je bilo najpogosteje povezano z zasegom hrane. Po hrano so partizani pogosto hodili h kmetom, ki so veljali za njihove politične nasprotnike. Če so se jim taki kmetje uprli, so jih trpinčili, nekatere so celo ubili.
Po navodilih, ki jih je izdala Slovenska zveza, naj bi njihove čete ne napadale partizanov, temveč bi se pred njimi le branile. Vendar naj ne bi napadali tudi okupatorske vojske, ki jim je pomagala s hrano in orožjem.
Vzroke za pristop posameznikov v take protikomunistične enote lahko najdemo v želji pred zaščito pred revolucionarnim nasiljem tudi v njihovem strahu pred izgubo zemlje, v bojazni da bo omejena njihova pravica do veroizpovedi, da njihovo življenje ne bo potekalo tako kot dotlej, nanje so vplivali tudi ideologija, pritiski, propaganda in želja, da bi se z vključitvijo izognili okupatorjevem pritisku. Moštva so dopolnjevali tudi z ljudmi iz italijanskih koncentracijskih taborišč.
Vaške straže so ustanavljali duhovniki, kajti vodstvo katoliške cerkve v ljubljanski škofiji je nasprotovalo komunistom, OF in revolucionarnim akcijam. Ostro so obsojali uboje nekaterih duhovnikov na osvobojenem ozemlju. Po navadi so bili duhovniki tudi antikomunisti, njihovo antikomunistično delovanje pa se je opiralo na papeževo izjavo iz leta 1937, ko je komunizem označil kot najhujše zlo.
V Sloveniji so delovali tudi slovenski Četniki, ki so pod poveljstvom Karla Novaka maja 1942 objavili poziv jugoslovanskim vojnim obveznikom za vstop v njihove vrste. Skrivaj so organizirali oborožene oddelke tako imenovane Jugoslovanske vojske. Partizani so jih začeli imenovati Plava garda.
Na tak način se je na Dolenjskem zbralo več manjših enot, najštevilčnejša med njimi je bila četa oficirja Dobrivoja Vasiljevća. Sredi maja 1942 so delovali pod imenom Štajerski bataljon in Legija smrti pod Gorjanci. Zaradi maloštevilnosti so se v glavnem skrivali. Skupaj s partizani so napadli italijansko postojanko Ratež, hkrati pa lovili in mučili aktiviste OF. Ker so Štajerski bataljon začeli zasledovati partizani, se je zatekel pod okrilje Italijanov.
Med italijansko ofenzivo na osvobojeno ozemlje so se vaške straže številčno precej povečale. Julija 1942 je oskrbo teh enot prevzela italijanska vojska. Uradno jih je začela imenovati Milizia volontaria anticomunista - MVAC ali Prostovoljna protikomunistična milica. Partizani/komunisti so jim nadeli ime iz ruske državljanske vojne - Bela garda, kar se je ohranilo tudi po koncu vojne.
Konec leta 1942 je bilo organiziranih že 71 postojank vaških straž s prek 4500 vojaki, sredi maja 1943 pa jih je bilo že čez 6000. Italijani so jih oskrbovali z orožjem in plačevali. Na tako hitro širjenje vaških straž je vsaj deloma vplivalo tudi nasilno ravnanje nekaterih partizanov. Ti so bili ponekod grobi do prebivalstva, nekatere so razglasili za belogardiste samo zato, da so jim lahko prisilno odvzeli hrano ali drugo premoženje, nekatere so celo neupravičeno usmrtili, nekateri partizanski poveljniki »vojvode« so na svojem ozemlju celo odločali o življenju in smrti.
Pred pričakovano kapitulacijo Italije so se vaške straže in četniki skušali preoblikovati v slovensko narodno vojsko in v ilegali počakati prihod zaveznikov. Tedaj so nastali neuspeli poskusi združitve ali vsaj premirje med partizani in vaškimi stražami.
Po kapitulaciji Italije so partizani začeli obračunavati s četniki (plavo gardo) in vaškimi stražami (belo gardo), saj so oboji ostali brez italijanske preskrbe.
Ker so četniki zmotno računali, da se bodo Britanci kmalu izkrcali v Dalmaciji, so se hoteli umakniti do Kvarnerja in jih pričakati tam. Partizani pa so jih v Grčaricah na Dolenjskem dokončno porazili.
Številni pripadniki vaških straž (bele garde) so se skušali rešiti na gradu Turjak. Po enotedenskem obleganju so se morali vdati partizanom. TI so jih veliko pobili, nekaterim so sodili na oktobrskem procesu v Kočevju. Šestnajst so jih obsodili na smrt, štiri pa na prisilno delo. Nekaj jih je vstopilo v partizanske vrste, del pa se je prebil do Nemcev. Ti so pozneje postali osnova novo nastalih domobranskih enot. V celoti je bilo jeseni 1943 sodno in zunajsodno usmrčenih prek 400 nasprotnikov OF.
Tako je Slovenska zaveza postopoma izgubljala svoj vpliv. Na pobudo generala Leona Rupnika je nastal Protikomunistični odbor, sam pa je po nemški zasedbi Ljubljanske pokrajine postal predsednik pokrajinske uprave in ustanovitelj ter krajši čas tudi poveljnik Slovenskega domobranstva.

## Oborožene sile
Gibanja in politične stranke protirevolucionarnega tabora so med vojno ustanavljale legije, lastne paravojaške enote. Pripadniki legij so se združevali v vojaške organizacije, najpomembnejše so bile četniki, MVAC in domobranci. Te organizacije so pogosto sodelovale z okupatorji. Slovenska legija, oborožena veja katoliške SLS, je štela okrog 6000 – 7000 pripadnikov, večina jih je pristopila k MVAC ali domobranstvu. Sokolska legija je štela 700–900 članov, večinoma aktivnih četnikov. Narodna legija je štela 300 članov, skupina Pobratim 500 članov in častniška skupina okrog 400 članov.

### Glede na način ustanovitve
- samoustanovljeni (npr. vaške straže),
- ustanovil jih je okupator (npr. Slovensko domobranstvo),
- ustanovila jih je jugoslovanska kraljeva vojska (slovenski četniki).

### Glede na politično prepričanje
- monarhisti (slovenski četniki; se borili za vrnitev monarhije)
- protikomunisti (npr. Matjaževa vojska v domovini)
- brez politične opredelitve (vaške straže; nastale zaradi samoobrambe)

## Podtalne organizacije
V začetku vojne je večina politikov meščanskega tabora menila, da je za Slovence najbolje, da bi taktizirali z okupatorjem in tako dosegli njihovo poslušljivost. Nasprotovali so oboroženi vstaji, saj so trdili, da sta nemška in italijanska vojska še premočni, bali so se veliko žrtev, ki bi jih vstaja povzročila. Zato so zagovarjali politiko čakanja na preobrat v vojni. Takrat bi se zoperstavili sovražniku, po vojni pa obnovili Jugoslavijo, vendar na demokratičnih in federalnih osnovah. V glavnem so zagovarjali ohranitev Jugoslavije kot kraljevine. Upali so, da bo v vojni med nacizmom in komunizmom komunizem uničen.
Zaradi širjenja vstaje in s tem povezanega vedno večjega vpliva OF in KPS je postal za meščanske politike odnos do OF in s tem do KPS bolj aktualen. Nasilno obračunavanje s političnimi nasprotniki KPS je zbujalo njihova prepričanja, da se pripravlja socialistična revolucija in stalinizem. Zato se je ponovno začel krepiti antikomunizem.
Strah pred komunizmom so utrjevala tudi stališča KPS in OF.
- 6. geslo osvobodilnega boja govori o boju proti lastni kapitalistični gospodi (junij 1941)
- Sklep Vrhovnega plenuma OF, da SNOO edini vodi slovenski narod (september 1941). S tem je vodstvo OF prepovedalo oblikovanje oboroženih enot zunaj OF, ki bi se bojevale proti okupatorju.
- 6. temeljna točka govori o tem, da bo po vojni prevzela oblast OF.
- 9. točka govori o narodni vojski, ki nastaja le iz narodnoosvobodilnih čet in enot Narodne zaščite.
- Iz tega je januarja 1942 sledila izročena grožnja s smrtno kaznijo za tiste, ki bi organizirali vojsko za boj proti okupatorju zunaj partizanskih enoti in OF.
- Seveda je tudi jugoslovanska emigrantska vlada zagrozila z vojaškimi sodišči vsem, ki se ne bi postavili pod Mihajlovićevo komando, saj je četnike priznavala za kraljevo vojsko v domovini.

Čeprav so ob okupaciji komunisti ponudili sodelovanje Narodnemu svetu, so jih meščanski politiki zavrnili, saj s komunisti niso hoteli sodelovati. Za komuniste je bila sporna tudi točka londonskega programa, da so vsa osvobodilna gibanja, ki niso bila podrejena vojnemu ministru Mihailoviću, izdajalska.
Za meščanske politike pa sta bila sporna tudi poudarjena vloga Sovjetske zveze in oborožen boj. Zato so OF očitali, da je protizavezniška, protijugoslovanska in protidinastična, poleg tega pa še, da po nepotrebnem izziva okupatorja, da izrablja narod v strankarske namene in monopolizira osvobodilni boj.
Zato sta ob vprašanju narodnega voditeljstva obe strani druga drugo izključevali, saj sta se razglašali za edinega predstavnika slovenskega naroda.
Takšno stališče je imelo za obe strani dolgoročno negativne posledice:
- v OF se je krepil vpliv KPS, namesto da bi se okrepile nekomunistične skupine z manj radikalnimi vizijami razvoja
- meščanski tabor se sam ni mogel uspešno upirati dobro organizirani in vedno močnejši OF, zato je iskal pomoč pri okupatorju

Poleg organizacije OF je v letu 1941 nastalo več protikomunistično naravnanih ilegalnih oboroženih skupin, ki so priznavale kraljevo vlado, a so bile usmerjene proti okupatorju. Nastale so Slovenska legija, četniška in oficirska organizacija, Stara pravda, Petrova garda, Prebujena Slovenija, Sokolska legija ... Nekatere med njimi (Stara pravda, del oficirjev ...) so vstopile v OF.
Ob četniškem napadu na srbske partizane so se nekatere manjše skupine in del oficirske organizacije z Jako Avšičem odločili za partizane, Stara pravda pa je iz OF izstopila.
V Jugoslaviji je bilo na začetku središče osvobodilnega gibanja v Srbiji. Jeseni 1941 je tam nastalo veliko osvobojeno ozemlje, imenovano Užička republika. Tam je bil tudi glavni štab narodnoosvobodilnih partizanskih odredov Jugoslavije s Titom na čelu. V začetku so na omenjenem ozemlju delovali in tudi občasno sodelovali partizani in četniki, po izvoru v glavnem pripadniki nekdanje jugoslovanske kraljeve vojske. Četnike je vodil Draža Mihailović.
Ker so četniki obljubili zvestobo kralju in zato ubogali njegove ukaze, partizansko vodstvo pa je - v nasprotju s četniki - odklonilo taktiko čakanja na preobrat v vojni ter tudi sodelovanje z emigrantsko vlado, so med njimi nastali spori in spopadi. Četniki so v boju s partizani začeli sodelovati z Nemci, čeprav je Draže Mihajlović postal vojni minister v kraljevi vladi v izgnanstvu oziroma kljub podpori, ki so mu jo nudili Britanci.
V pozni jeseni 1941 so četniki že pomagali Nemcem pri njihovem napadu na partizane. Partizani so se umaknili v Sandžak, od tam pa v Bosno. V Foči so sprejeli predpise o delovanju narodnoosvobodilnih odborov (NOO). NOO so bili podobni slovenskih terenskim odborom OF.

## Odnos Cerkve in duhovščine
Različen položaj in s tem povezano delovanje duhovnikov in Cerkve je bilo odvisno od razmer v posamezni pokrajini, dokaj pa tudi osebna stališča posameznih duhovnikov. Nanje je vplival tudi sam papež Pij XI., ki je v okrožnici Divini Redemptoris (Božanski Odrešenik), s podnaslovom O brezbožnem komunizmu, ostro obsodil komunizem. Cerkev ga je takrat štela za največje zlo. Uradna cerkev, v obliki Vatikana, je tudi podpisala Konkordate s fašistično Italijo in nacistično Nemčijo, ki so Cerkvi dale posebne privilegije
Fašizem s svojim strogim anti-komunizmom je bil privlačen mnogim v slovenski Cerkvi že pred vojno, Tako je na primer maja 1933 glavni katoliški dnevnik Slovenec, napisal: "Fašizem ima nedvomno veliko privlačnih lastnosti, tudi za katolike. Spomnimo se njegovega prizadevanja za moralno vzvišanje, njegovo zatiranje razrednega boja, ter ustanovitev korporativistične države. Karkoli je pozitivno v fašizmu, je vzeto iz krščanstva, in s tem seveda fašizem mora nujno biti del anti-boljševiške fronte.". 
Študenske katoliške organizacije, Straža v viharju in Mladci Jezusa Kralja. so tudi zagovarjale fašizem, objavljale odlomke iz Hitlerjevega Mein Kampf-a, ter zastopale antisemitizem. Člani teh organizacij so bili med prvimi aktivnimi borci na strani kolaboracije. Vodja SLS-a ter bivši duhovnik, Korošec, je pred vojno zagovarjal zbližanje z nacistično Nemčijo, in v ta namen uvedel antisemitične zakone v stari Jugoslaviji, ". Njegov naslednik v SLS-u, duhovnik Franc Kulovec, je prvi v Jugoslaviji zagovarjal Trojni pakt z Nacisti in fašisti
Posamezniki in Cerkev so do OF reagirali različno. Uradna stališča Cerkve so bila do OF odklonilna, med posamezniki in skupinami pa so bile velike razlike. Tudi razmere, v katerih so delovali duhovniki, so se po slovenskih pokrajinah zelo razlikovale.
Na Gorenjskem in Štajerskem so Nemci med prvimi izgnali okoli 130 duhovnikov, nekatere so zaprli, tam so jih šikanirali, zapirali v bunkerje, pretepali, vpregali v vozove, z golimi rokami so morali prazniti greznice, podirati pravoslavno cerkev v Mariboru, nekatere so poslali v koncentracijska taborišča ... Njihov voditelj, lavantinski škof dr. Ivan Jožef Tomažič je sicer odklonil sodelovanje z OF, a proti njej ni deloval. Prav tako je pozneje odklonil sodelovanje z domobranci.
Izrazito protifašistično so bili usmerjeni duhovniki v Julijski krajini (na Primorskem). Ti so se fašizmu upirali že v obdobju med obema vojnama, med vojno pa so v glavnem sodelovali z OF.
Škof Rožman in Ljubljanska pokrajina
V Ljubljanski pokrajini je uradna Cerkev pod vodstvom dr. Gregorija Rožmana vztrajala pri papeževi poslanici, čeprav je papež izredno izjavil da njegova poslanica ne velja med vojno. Sodelovanje Rožmana s fašistično oblastjo se je začelo že v prvih tednih okupacije, mesece preden je izbruhnil upor. 
Dva tedna po okupaciji Ljubljane, 22. aprila 1941, Gregorij Rožman je obiskal Emilija Graziolija, fašističnega visokega komisarja Ljubljanske pokrajine, in mu obljubil zvestobo in sodelavanje z italijanskimi fašističnimi oblastmi, ter izrazil hvaležnost Mussoliniju za njegovo “darežljivo pravičnost” pri ustanovitvi Ljubljanske pokrajine kot del Velike Italije. 20. maja 1941 je Rožman priredil mašo v znak hvaležnosti Mussoliniju v Ljubljanski stolnici.
Aprila 1942, duhovnik Lambert Ehrlich, vodja katoliške mladinske organizacije Straža, je z Rožmanovo vednostjo poslal pismo fašističnim oblastem in jim je predlagal, naj oborožijo Slovence, ki se bodo borili pod fašistično komando proti Osvobodilni fronti, zaradi česar je VOS OF v atentatu usmrtil Ehrlich-a. To in podobna nasilna dejanja osvobodilnega gibanja proti sodelavcam okupatorja, je Cerkev uporabila kot opravičilo zato da niso upoštevali papeževega navodila, da njegova poslanica ne velja v vojnih razmerah. Zato je večina duhovnikov spoštovala navodila cerkvenih oblasti, o lastni angažiranosti pa je presojal vsak sam.
V Ljubljanski pokrajini je večina katoliških duhovnikov delovala proti OF, spodbujala je nastanek vaških straž, propagirala vstop in delovanje v fašističnih organizacijah ... Nekateri so opravljali svoje delo na območju pod nadzorom partizanov. Vzroki za takšno delovanje so bili dvojni:
- deloma so izvirali še iz predvojnih časov, v politični in ideološki razcepljenosti Slovencev in v odnosu uradne Cerkve do komunizma (na osnovi poslanice)
- konkretna nasilna dejanja pripadnikov narodnoosvobodilnega gibanja.

Gregorij Rožman se v vojnih časih ni najbolje znašel. Italijani so njegovo pripravljenost za sodelovanje izkoriščali v propagandne namene, za kar je bil vsaj delno kriv tudi sam, saj se je redno udeleževal javnih fašističnih manifestacij ... Obsojal je OF kot komunistično organizacijo, sodeloval z Italijani, pozneje tudi z Nemci ter pomagal organizirati protikomunistične organizacije (vaške straže, pozneje domobranstvo). Kot duhovnik in človek pa je skušal pomagati zaprtim in preganjanim, zanje je večkrat posredoval pri italijanskih oblasteh, nemško zatiranje Cerkve na Štajerskem je skušal preprečiti s papeževim posredovanjem.
12. septembra 1942 Rožman je poslal memorandum italijanskem generalu Robottiju, v katerem je podrobno predlagal sodelovanje za uničevanje “subverzivnih in uporniških elementov”, z ustanovitvijo oboroženih slovenskih enot, pod komando fašistične vojske. Napisal je, da bomo "mi" predlagali poveljnike teh enot, in predlagal, da za to fašisti izpustijo iz ujetništva nekatere poveljnike jugoslovanske vojske, ampak samo tiste ki bodo verni fašističnim oblastem. Istočasno je predlagal ustanovitev slovenske Tajne policije v Ljubljani s 500 agenti, oboroženimi s pištolami, ki bodo aretirali in predali italijanskim fašističnim oblastem “nevarne elemente”, ter vse, ki se svobodno sprehajajo po Ljubljani s ponarejenimi osebnimi izkaznicami. Fašisti so sprejeli mnoge Rožmanove nasvete in kmalu potem ustanovili vaške straže.
Pozneje je Rožman sodeloval z nacističnimi oblastmi. Predlagal je Leona Rupnika nacistom, najprej za vodjo začasne administracije pod nacisti (Rupnik je bil tudi organizator in vodja Domobrancev). V pastirskem pismu ki ga je Rožman objavil 30. novembra 1943. je zapisal "samo s to pogumno borbo in marljivim delom za Boga, za narod in domovino bomo, pod vodstvom Nemčije, zagotavili naš obstoj in boljšo prihodnost v boju proti judovski zaroti"
20. aprila 1944. je Rožman daroval mašo pred domobransko prisego Hitlerju in SS-u. Pobude OF o sporazumu je odklanjal. Pri drugi domobranski prisegi Hitlerju in SS-u, 30. januarja 1945, pa je Rožman prisostvoval pregledu domobranskih enot, skupaj z SS-generaljem Erwin Rösener-jem. Pred koncem vojne je Rožman pobegnil v Avstrijo. Povojne slovenske oblasti so ga nato v odsotnosti obsodile na sedemnajst let zapora.
Duhovniki in verniki v Osvobodilni fronti
Nekateri duhovniki pa so se odločili, da se kljub komunistični oznaki pridružijo narodnoosvobodilnemu boju. Osvobodilna fronta je vključevala številne vernike v svojih vrstah , in približno 40 duhovnikov se je pridružilo partizanom samo v Ljubljanski pokrajini.  Med njimi je bil tudi zgodovinar in duhovnik, Metod Mikuž, Rožmanov nekdanji tajnik. Mikuž in dva druga duhovnika so postali člani Plenuma, najvišjega upravnega odbora OF.   Zaradi aktivnosti med partizani, je Rožman suspendiral Mikuža iz cerkve.
OF je pisala več pozivov Rožmanu, prvo od teh je pismo vodstva OF poslano Rožmanu 30. november 1941 , kjer so kritizirali udeležbo duhovnikov v slovenskih kolaboracionističnih skupinah. Hkrati je OF izrazila svojo podporo za svobodo vere, in izjavila da bi radi videli več duhovnikov v svojem gibanju, ali vsaj da duhovniki ostanejo nevtralni. Navedli so, da so pripravljeni na srečanje z Rožmanom, ter razpravo o vseh vprašanjih. Rožman nikoli ni odgovoril na pismo.
Katoličani v OF so pisali dodatna pisma in prosili Rožmana naj ne podpira slovenske sile ki so simpatizirale z okupatorjem, kar je povzročilo veliko prelivanja slovenske kri, in namesto tega so pozvali cerkev naj ostane nevtralna. Edvard Kocbek, vodja Krščanskih socialistov in član vodstva OF, je napisal peto pismo Rožmanu leta 1943, v katerem je ga je kritiziral, ker se ni odzval na prejšnja pisma OF-a, in opozoril da duhovniki še ker naprej sodelujejo v političnem in vojaškem delu kolaboracionističnih enot. Kot pri prejšnjih pismih, Rorežman se ni odzval Kocbeku

## Zaostritev odnosov v meščanskem taboru
Decembra 1944 so meščanski politiki ponovno začeli z delovanjem. Ker so želeli po koncu vojne prevzeti oblast, so v ta namen ustanovili Narodni odbor, ki je v januarju 1945 skušal delovati kot slovenska vlada, za slovensko vojsko pa je oklical domobrance in četnike.
V posebni Narodni izjavi so zahtevali Zedinjeno Slovenijo pod Karađorđeviči. Odbor se je začel pripravljati na prevzem oblasti v Sloveniji, pripravil je elaborate o ustavni ureditvi, temeljih ekonomskega sistema itn. Ustanovili so tudi pokrajinske odbore.
Dne 3. maja je bila v dvorani sokolskega društva Tabor v Ljubljani prva seja »Slovenskega
parlamenta«. Nekaj članov »parlamenta« je odbor imenoval kar sam, drugi so bili iz vrst nekdanjih predvojnih poslancev. Dejansko je bil parlament oživljena Slovenska zaveza. Parlament je Narodno državo Slovenijo oklical kot del Kraljevine Jugoslavije.
Narodna izjava, čeprav datirana 29. oktobra 1944, je bila objavljena šele 4. maja 1945.
Po načrtih bi se morali slovenski domobranci in bežeči jugoslovanski kvizlingi skupaj boriti proti JA. Rupnik je želel, da bi se domobranci po nemškem odhodu utrdili v zahodnem delu Gorenjske. Zaradi medsebojnih sporov je Narodni odbor izsilil Rupnikov odstop. Ko je od umikajočih se Nemcev prevzel oblast, si je želel:
- zaustaviti prodor Jugoslovanske armade
- prepričati mednarodno javnost, da so domobranci samo protikomunistična in ne kvizlinška

vojska
- doseči, da bi zahodni zavezniki zasedli Slovenijo

Njihova prizadevanja so bila zaradi že vzpostavljene ljudske oblasti, močne partizanske narodnoosvobodilne vojske in mednarodnega priznanja nove Jugoslavije neuspešna.
Zaradi pričakovanega zavezniškega izkrcanja so se v Sloveniji od poletja 1944 naprej skušali na račun domobrancev okrepiti četniki. Temu je nasprotoval pronemški Rupnik, Nemci pa so nekatere anglofilsko usmerjene domobranske častnike in politike poslali v koncentracijska taborišča.